# 四恵東駅
四恵東駅（しけいひがし-えき）は中華人民共和国北京市朝陽区にある北京地下鉄1号線の駅である。

## 駅構造
四恵東駅は一階がホーム、二階がコンコースの橋上駅である。
ホームは南側から1号線ホームと八通線ホームがあり、それぞれ相対式ホーム2面2線を有する。1号線ホームの東側にある渡り線は、1号線と八通線の回送列車が折り返すために使用される。八通線ホームの東側にも同様の渡り線がある。
2021年8月29日に両路線が当駅を介して直通運転に伴い、八通線の起点駅を高碑店駅に改め、1号線のみの駅となった。全列車が南側にある八通線ホームに停車するようになった。北側にある1号線ホームは使用を停止し、閉鎖されている。直通運転に伴い、西側に4箇所のポイントが追加された。

## 駅周辺
- 甘露園
- 民航北京医院
- 十里堡中学
- 北京市第十七中学

## 歴史
- 1999年9月28日 - 1号線(当時復八線)が開業。
- 2000年6月28日 - 西単駅 - 天安門西駅間が開通し、復八線は1号線の一部になる。
- 2003年12月27日 - 八通線が開業。1号線との乗換駅となる。
- 2021年8月29日 - 1号線と八通線の相互直通運転を開始。1号線ホームを使用停止。

## 隣の駅
北京地下鉄
■1号線
四恵駅 - 四恵東駅 - 高碑店駅 (八通線)